# Philippe Landry
Philippe Landry est un dramaturge et comédien québécois et franco-ontarien. Il habite à Ottawa, au Canada.
Ancien étudiant au département de théâtre de l’Université d’Ottawa, il a joué dans de nombreuses productions sur campus et auprès du grand public.

## Théâtre
- La Conférence des oiseaux
- Turcaret
- Woyzeck
- Les Amis (Comédies des Deux-Rives)
- Kiwi (Théâtre Jeunesse en Tête)
- Perdre la farce
- Les Guerriers
- Les Z'aventures de Zozote
- Contes de la Lune (Théâtre de Dehors)
- Le Laboratoire Ik Onkar (Théâtre la Catapulte)
- Retour à Prypiat (Théâtre de Dehors)

## Télévision
- Moitié moitié (série diffusée sur TFO)

## Conceptions sonores
- Turcaret
- Les Amis
- Iphigénie en Tauride (Comédie des Deux-Rives)
- Perdre la farce
- Les Guerriers
- Contes de la Lune (Théâtre du Dehors)
- L'Hyper Talk-Show (Dérives Urbaines)

## Récompenses et nominations

### Nominations
- Nommé dans la catégorie création de l'année au prix Rideau Awards 2012[1],[2].